# Irony
《irony》是ClariS的第1張單曲，于2010年10月20日由SME Records發售。

## 概要
是ClariS首張發售的作品，分為初回限定盤、期間生産限定盤、通常盤3種發售。
标題曲「irony」是電視動畫我的妹妹哪有這麼可愛！的主題曲。

## 收錄曲

### 初回限定盤・通常盤
1. irony [4:19]
作詞・作曲・編曲：kz
作詞・作曲・編曲和制作是參與livetune的kz[1]。ClariSによれば、その歌詞の内容は素直になれずにいる10代の少女の気持ちを描いた内容であるとされる[2]。
2. ココロの引力 [3:49]
作詞：mavie、作曲：中村匡、編曲：SiZK
3. Neo Moon [3:59]
作詞：奥村イオン、作曲：吉田ゐさお、編曲：横野康平
4. irony（Instrumental）

### 期間生産限定盤
1. irony
2. ココロの引力
3. Neo Moon
4. irony-TV Mix-

## 收錄專輯
| 曲名  | 發售日        | 專輯     |
| ----- | ------------- | -------- |
| irony | 2012年4月11日 | BIRTHDAY |

## 外部連結
- Sony Music介紹網頁
  - 初回限定盤
  - 通常盤
  - アニメ盤